# Suwallia jezoensis
Suwallia jezoensis is een steenvlieg uit de familie groene steenvliegen (Chloroperlidae). De wetenschappelijke naam van de soort is voor het eerst geldig gepubliceerd in 1953 door Kohno.